# Монте Пиколо (Рим)
Монте Пиколо је насеље у Италији у округу Рим, региону Лацио.
Према процени из 2011. у насељу је живело 79 становника. Насеље се налази на надморској висини од 210 м.